# Copa J. League 2023
La Copa J. League 2023, también conocida como «Copa YBC Levain J. League 2023» por motivos de patrocinio, fue la 48.ª edición de la Copa de la Liga de Japón y la 31.ª edición bajo el actual formato.

## Formato de competición
El formato y otros detalles se anunciaron el 20 de diciembre de 2022.
Los 18 equipos de la J1 League 2023 participaron, así como los dos equipos relegados de la J1 League 2022. A diferencia de la edición anterior, ningún equipo obtuvo un bye o una clasificación directa para los cuartos de final. El cambio se hizo debido a la modificación del calendario de la Liga de Campeones de la AFC, ya que adoptó a partir de 2023 el formato de calendario de primavera-otoño, teniendo la edición 2023-24 su etapa de grupos jugándose a partir de septiembre, deshaciéndose del formato de todo el año. Una vez confirmado, los equipos clasificados para la Liga de Campeones ya no estaban inhabilitados para disputar partidos en la Copa J.League debido a un conflicto de calendario ya que las dos competiciones se jugaron en fechas diferentes.
Veinte equipos jugaron en la fase de grupos, divididos en cinco grupos de cuatro equipos, asignados en cada grupo por su finalización en la J1 de 2022 y la J2 League. Cada ganador de grupo y los tres mejores segundos se clasificaron para los cuartos de final.
Esta fue la última temporada que presentó una fase de grupos en la competencia. A partir de 2024, se disputó en formato de eliminatorias.
- - Para determinar el orden de clasificación de los equipos se utilizaron los siguientes criterios:
    1. Puntos en partidos cara a cara entre equipos empatados.
    2. Diferencia de goles en partidos cara a cara entre equipos empatados.
    3. Goles marcados en partidos cara a cara entre equipos empatados.
    4. Goles de visitante marcados en partidos cara a cara entre equipos empatados.
    5. Si más de dos equipos estaban empatados, y tras la aplicación de todos los criterios cara a cara una parte de los conjuntos sigue igualada, se volvió a aplicar los criterios solamente con los cuadros empatados.
    6. Diferencia de goles en todos los partidos de grupo.
    7. Goles marcados en todos los partidos de grupo.
    8. Tanda de penales si solo dos equipos estaban empatados y se enfrentaban en la última fecha del grupo.
    9. Menos puntos disciplinarios.
    10. Sorteo.
- Los primeros de cada grupo avanzaron a la fase eliminatoria.
- Los tres mejores segundos avanzaron a la fase eliminatoria.
  - Fase eliminatoria: En cuartos de final y semifinales se enfrentaron en serie de dos partidos, a ida y vuelta. En caso de igualdad en el total de goles, se realizó una prórroga, en donde no tuvieron valor los goles fuera de casa. De continuar la igualdad en el marcador global, se realizaba una tanda de penales.
  - La final se jugó a un solo partido. En caso de empate en los 90 minutos se haría una prórroga; si aún persistía la igualdad, se ejecutaban una tanda de penales.
    - Si la final se cancelaba y no se podía establecer una fecha alternativa, los dos equipos que hubieran avanzado a la final serían tratados como ganadores, pero si el motivo de la cancelación se debía a la culpa de un solo club, entonces el otro se hubiese consagrado campeón del certamen. Por otra parte, ambos conjuntos serían subcampeones si la razón se atribuía a impericias de ambos finalistas.

## Calendario
Todo el calendario del certamen fue anunciado el 20 de diciembre de 2022, a excepción de la final.
| Etapa             | Ronda            | Ida             | Vuelta           |
| ----------------- | ---------------- | --------------- | ---------------- |
| Fase de grupos    | Fecha 1          | 8 de marzo      | 8 de marzo       |
| Fase de grupos    | Fecha 2          | 25–26 de marzo  | 25–26 de marzo   |
| Fase de grupos    | Fecha 3          | 5 de abril      | 5 de abril       |
| Fase de grupos    | Fecha 4          | 19 de abril     | 19 de abril      |
| Fase de grupos    | Fecha 5          | 24 de mayo      | 24 de mayo       |
| Fase de grupos    | Fecha 6          | 18 de junio     | 18 de junio      |
| Fase eliminatoria | Cuartos de final | 6 de septiembre | 10 de septiembre |
| Fase eliminatoria | Semifinales      | 11 de octubre   | 15 de octubre    |
| Fase eliminatoria | Final            | 4 de noviembre  | 4 de noviembre   |

## Fase de grupos

### Grupo A
| Pos. | Equipo              | Pts. | PJ | G | E | P | GF | GC | Dif. | Clasificación     |     | YFM | CON | JUB | SAG |
| ---- | ------------------- | ---- | -- | - | - | - | -- | -- | ---- | ----------------- | --- | --- | --- | --- | --- |
| 1    | Yokohama F. Marinos | 15   | 6  | 5 | 0 | 1 | 14 | 5  | +9   | Fase eliminatoria |     | —   | 2–1 | 1–0 | 6–1 |
| 2    | Consadole Sapporo   | 10   | 6  | 3 | 1 | 2 | 13 | 10 | +3   | Fase eliminatoria |     | 3–2 | —   | 2–3 | 4–1 |
| 3    | Júbilo Iwata        | 6    | 6  | 2 | 0 | 4 | 8  | 9  | −1   |                   |     | 0–1 | 2–3 | —   | 1–2 |
| 4    | Sagan Tosu          | 4    | 6  | 1 | 1 | 4 | 4  | 15 | −11  |                   | 0–2 | 0–0 | 0–2 | —   |     |

 Fuente: JLeague.co
| \| Fecha \| Ciudad \| Local \| Resultado \| Visitante \| \| ----------- \| -------- \| ------------------- \| --------- \| ------------------- \| \| 8 de marzo \| Yokohama \| Yokohama F. Marinos \| 1 – 0 \| Júbilo Iwata \| \| 8 de marzo \| Tosu \| Sagan Tosu \| 0 – 0 \| Consadole Sapporo \| \| 25 de marzo \| Iwata \| Júbilo Iwata \| 2 – 3 \| Consadole Sapporo \| \| 26 de marzo \| Tosu \| Sagan Tosu \| 0 – 2 \| Yokohama F. Marinos \| \| 5 de abril \| Yokohama \| Yokohama F. Marinos \| 2 – 1 \| Consadole Sapporo \| \| 5 de abril \| Iwata \| Júbilo Iwata \| 1 – 2 \| Sagan Tosu \| \| 19 de abril \| Sapporo \| Consadole Sapporo \| 4 – 1 \| Sagan Tosu \| \| 19 de abril \| Iwata \| Júbilo Iwata \| 0 – 1 \| Yokohama F. Marinos \| \| 24 de mayo \| Sapporo \| Consadole Sapporo \| 3 – 2 \| Yokohama F. Marinos \| \| 24 de mayo \| Tosu \| Sagan Tosu \| 0 – 2 \| Júbilo Iwata \| \| 18 de junio \| Sapporo \| Consadole Sapporo \| 2 – 3 \| Júbilo Iwata \| \| 18 de junio \| Yokohama \| Yokohama F. Marinos \| 6 – 1 \| Sagan Tosu \| |          |                     |           |                     |
| Fecha | Ciudad   | Local               | Resultado | Visitante           |
| 8 de marzo | Yokohama | Yokohama F. Marinos | 1 – 0     | Júbilo Iwata        |
| 8 de marzo | Tosu     | Sagan Tosu          | 0 – 0     | Consadole Sapporo   |
| 25 de marzo | Iwata    | Júbilo Iwata        | 2 – 3     | Consadole Sapporo   |
| 26 de marzo | Tosu     | Sagan Tosu          | 0 – 2     | Yokohama F. Marinos |
| 5 de abril | Yokohama | Yokohama F. Marinos | 2 – 1     | Consadole Sapporo   |
| 5 de abril | Iwata    | Júbilo Iwata        | 1 – 2     | Sagan Tosu          |
| 19 de abril | Sapporo  | Consadole Sapporo   | 4 – 1     | Sagan Tosu          |
| 19 de abril | Iwata    | Júbilo Iwata        | 0 – 1     | Yokohama F. Marinos |
| 24 de mayo | Sapporo  | Consadole Sapporo   | 3 – 2     | Yokohama F. Marinos |
| 24 de mayo | Tosu     | Sagan Tosu          | 0 – 2     | Júbilo Iwata        |
| 18 de junio | Sapporo  | Consadole Sapporo   | 2 – 3     | Júbilo Iwata        |
| 18 de junio | Yokohama | Yokohama F. Marinos | 6 – 1     | Sagan Tosu          |

### Grupo B
| Pos. | Equipo             | Pts. | PJ | G | E | P | GF | GC | Dif. | Clasificación     |     | URD | SSP | KFR | BEL |
| ---- | ------------------ | ---- | -- | - | - | - | -- | -- | ---- | ----------------- | --- | --- | --- | --- | --- |
| 1    | Urawa Red Diamonds | 8    | 6  | 1 | 5 | 0 | 5  | 4  | +1   | Fase eliminatoria |     | —   | 1–1 | 2–1 | 1–1 |
| 2    | Shimizu S-Pulse    | 8    | 6  | 2 | 2 | 2 | 8  | 15 | −7   |                   |     | 1–1 | —   | 3–2 | 3–2 |
| 3    | Kawasaki Frontale  | 8    | 6  | 2 | 2 | 2 | 12 | 7  | +5   |                   | 0–0 | 6–0 | —   | 0–0 |     |
| 4    | Shonan Bellmare    | 6    | 6  | 1 | 3 | 2 | 8  | 7  | +1   |                   | 0–0 | 3–0 | 2–3 | —   |     |

 Fuente: JLeague.co
Notas:
1. 1 2 3  Puntos en partidos directos: Urawa Red Diamonds 6, Shimizu S-Pulse 5, Kawasaki Frontale 4.

| \| Fecha \| Ciudad \| Local \| Resultado \| Visitante \| \| ----------- \| --------- \| ------------------ \| --------- \| ------------------ \| \| 8 de marzo \| Hiratsuka \| Shonan Bellmare \| 0 – 0 \| Urawa Red Diamonds \| \| 8 de marzo \| Shizuoka \| Shimizu S-Pulse \| 3 – 2 \| Kawasaki Frontale \| \| 26 de marzo \| Saitama \| Urawa Red Diamonds \| 1 – 1 \| Shimizu S-Pulse \| \| 26 de marzo \| Kawasaki \| Kawasaki Frontale \| 0 – 0 \| Shonan Bellmare \| \| 5 de abril \| Kawasaki \| Kawasaki Frontale \| 0 – 0 \| Urawa Red Diamonds \| \| 5 de abril \| Hiratsuka \| Shonan Bellmare \| 3 – 0 \| Shimizu S-Pulse \| \| 19 de abril \| Kawasaki \| Kawasaki Frontale \| 6 – 0 \| Shimizu S-Pulse \| \| 19 de abril \| Saitama \| Urawa Red Diamonds \| 1 – 1 \| Shonan Bellmare \| \| 24 de mayo \| Shizuoka \| Shimizu S-Pulse \| 3 – 2 \| Shonan Bellmare \| \| 24 de mayo \| Saitama \| Urawa Red Diamonds \| 2 – 1 \| Kawasaki Frontale \| \| 18 de junio \| Hiratsuka \| Shonan Bellmare \| 2 – 3 \| Kawasaki Frontale \| \| 18 de junio \| Shizuoka \| Shimizu S-Pulse \| 1 – 1 \| Urawa Red Diamonds \| |           |                    |           |                    |
| Fecha | Ciudad    | Local              | Resultado | Visitante          |
| 8 de marzo | Hiratsuka | Shonan Bellmare    | 0 – 0     | Urawa Red Diamonds |
| 8 de marzo | Shizuoka  | Shimizu S-Pulse    | 3 – 2     | Kawasaki Frontale  |
| 26 de marzo | Saitama   | Urawa Red Diamonds | 1 – 1     | Shimizu S-Pulse    |
| 26 de marzo | Kawasaki  | Kawasaki Frontale  | 0 – 0     | Shonan Bellmare    |
| 5 de abril | Kawasaki  | Kawasaki Frontale  | 0 – 0     | Urawa Red Diamonds |
| 5 de abril | Hiratsuka | Shonan Bellmare    | 3 – 0     | Shimizu S-Pulse    |
| 19 de abril | Kawasaki  | Kawasaki Frontale  | 6 – 0     | Shimizu S-Pulse    |
| 19 de abril | Saitama   | Urawa Red Diamonds | 1 – 1     | Shonan Bellmare    |
| 24 de mayo | Shizuoka  | Shimizu S-Pulse    | 3 – 2     | Shonan Bellmare    |
| 24 de mayo | Saitama   | Urawa Red Diamonds | 2 – 1     | Kawasaki Frontale  |
| 18 de junio | Hiratsuka | Shonan Bellmare    | 2 – 3     | Kawasaki Frontale  |
| 18 de junio | Shizuoka  | Shimizu S-Pulse    | 1 – 1     | Urawa Red Diamonds |

### Grupo C
| Pos. | Equipo              | Pts. | PJ | G | E | P | GF | GC | Dif. | Clasificación     |     | NAG | SFR | YOK | VIS |
| ---- | ------------------- | ---- | -- | - | - | - | -- | -- | ---- | ----------------- | --- | --- | --- | --- | --- |
| 1    | Nagoya Grampus      | 15   | 6  | 5 | 0 | 1 | 11 | 5  | +6   | Fase eliminatoria |     | —   | 2–1 | 3–2 | 0–1 |
| 2    | Sanfrecce Hiroshima | 9    | 6  | 3 | 0 | 3 | 12 | 7  | +5   |                   |     | 1–2 | —   | 3–1 | 2–1 |
| 3    | Yokohama F. C.      | 6    | 6  | 2 | 0 | 4 | 7  | 10 | −3   |                   | 0–2 | 1–0 | —   | 0–1 |     |
| 4    | Vissel Kobe         | 6    | 6  | 2 | 0 | 4 | 4  | 12 | −8   |                   | 0–2 | 0–5 | 1–3 | —   |     |

 Fuente: JLeague.co
Notas:
1. 1 2  Puntos en partidos directos: Yokohama F. C. 3, Vissel Kobe 3. Diferencia de gol en partidos directos: Yokohama F. C. +2, Vissel Kobe –2.

| \| Fecha \| Ciudad \| Local \| Resultado \| Visitante \| \| ----------- \| --------- \| ------------------- \| --------- \| ------------------- \| \| 8 de marzo \| Kōbe \| Vissel Kobe \| 0 – 2 \| Nagoya Grampus \| \| 8 de marzo \| Hiroshima \| Sanfrecce Hiroshima \| 3 – 1 \| Yokohama F. C. \| \| 26 de marzo \| Yokohama \| Yokohama F. C. \| 0 – 1 \| Vissel Kobe \| \| 26 de marzo \| Hiroshima \| Sanfrecce Hiroshima \| 1 – 2 \| Nagoya Grampus \| \| 5 de abril \| Kōbe \| Vissel Kobe \| 0 – 5 \| Sanfrecce Hiroshima \| \| 5 de abril \| Nagoya \| Nagoya Grampus \| 3 – 2 \| Yokohama F. C. \| \| 19 de abril \| Yokohama \| Yokohama F. C. \| 0 – 2 \| Nagoya Grampus \| \| 19 de abril \| Hiroshima \| Sanfrecce Hiroshima \| 2 – 1 \| Vissel Kobe \| \| 24 de mayo \| Yokohama \| Yokohama F. C. \| 1 – 0 \| Sanfrecce Hiroshima \| \| 24 de mayo \| Nagoya \| Nagoya Grampus \| 0 – 1 \| Vissel Kobe \| \| 18 de junio \| Nagoya \| Nagoya Grampus \| 2 – 1 \| Sanfrecce Hiroshima \| \| 18 de junio \| Kōbe \| Vissel Kobe \| 1 – 3 \| Yokohama F. C. \| |           |                     |           |                     |
| Fecha | Ciudad    | Local               | Resultado | Visitante           |
| 8 de marzo | Kōbe      | Vissel Kobe         | 0 – 2     | Nagoya Grampus      |
| 8 de marzo | Hiroshima | Sanfrecce Hiroshima | 3 – 1     | Yokohama F. C.      |
| 26 de marzo | Yokohama  | Yokohama F. C.      | 0 – 1     | Vissel Kobe         |
| 26 de marzo | Hiroshima | Sanfrecce Hiroshima | 1 – 2     | Nagoya Grampus      |
| 5 de abril | Kōbe      | Vissel Kobe         | 0 – 5     | Sanfrecce Hiroshima |
| 5 de abril | Nagoya    | Nagoya Grampus      | 3 – 2     | Yokohama F. C.      |
| 19 de abril | Yokohama  | Yokohama F. C.      | 0 – 2     | Nagoya Grampus      |
| 19 de abril | Hiroshima | Sanfrecce Hiroshima | 2 – 1     | Vissel Kobe         |
| 24 de mayo | Yokohama  | Yokohama F. C.      | 1 – 0     | Sanfrecce Hiroshima |
| 24 de mayo | Nagoya    | Nagoya Grampus      | 0 – 1     | Vissel Kobe         |
| 18 de junio | Nagoya    | Nagoya Grampus      | 2 – 1     | Sanfrecce Hiroshima |
| 18 de junio | Kōbe      | Vissel Kobe         | 1 – 3     | Yokohama F. C.      |

### Grupo D
| Pos. | Equipo          | Pts. | PJ | G | E | P | GF | GC | Dif. | Clasificación     |     | AVF | KAS | ALB | REY |
| ---- | --------------- | ---- | -- | - | - | - | -- | -- | ---- | ----------------- | --- | --- | --- | --- | --- |
| 1    | Avispa Fukuoka  | 13   | 6  | 4 | 1 | 1 | 9  | 6  | +3   | Fase eliminatoria |     | —   | 2–1 | 1–0 | 3–3 |
| 2    | Kashima Antlers | 10   | 6  | 3 | 1 | 2 | 6  | 4  | +2   | Fase eliminatoria |     | 1–0 | —   | 2–0 | 1–0 |
| 3    | Albirex Niigata | 6    | 6  | 2 | 0 | 4 | 6  | 8  | −2   |                   |     | 1–2 | 1–0 | —   | 2–0 |
| 4    | Kashiwa Reysol  | 5    | 6  | 1 | 2 | 3 | 7  | 10 | −3   |                   | 0–1 | 1–1 | 3–2 | —   |     |

 Fuente: JLeague.co
| \| Fecha \| Ciudad \| Local \| Resultado \| Visitante \| \| ----------- \| ------- \| --------------- \| --------- \| --------------- \| \| 8 de marzo \| Kashiwa \| Kashiwa Reysol \| 1 – 1 \| Kashima Antlers \| \| 8 de marzo \| Fukuoka \| Avispa Fukuoka \| 1 – 0 \| Albirex Niigata \| \| 26 de marzo \| Niigata \| Albirex Niigata \| 1 – 0 \| Kashima Antlers \| \| 26 de marzo \| Fukuoka \| Avispa Fukuoka \| 3 – 3 \| Kashiwa Reysol \| \| 5 de abril \| Kashima \| Kashima Antlers \| 1 – 0 \| Avispa Fukuoka \| \| 5 de abril \| Niigata \| Albirex Niigata \| 2 – 0 \| Kashiwa Reysol \| \| 19 de abril \| Kashiwa \| Kashiwa Reysol \| 3 – 2 \| Albirex Niigata \| \| 19 de abril \| Fukuoka \| Avispa Fukuoka \| 2 – 1 \| Kashima Antlers \| \| 24 de mayo \| Kashima \| Kashima Antlers \| 1 – 0 \| Kashiwa Reysol \| \| 24 de mayo \| Niigata \| Albirex Niigata \| 1 – 2 \| Avispa Fukuoka \| \| 18 de junio \| Kashima \| Kashima Antlers \| 2 – 0 \| Albirex Niigata \| \| 18 de junio \| Kashiwa \| Kashiwa Reysol \| 0 – 1 \| Avispa Fukuoka \| |         |                 |           |                 |
| Fecha | Ciudad  | Local           | Resultado | Visitante       |
| 8 de marzo | Kashiwa | Kashiwa Reysol  | 1 – 1     | Kashima Antlers |
| 8 de marzo | Fukuoka | Avispa Fukuoka  | 1 – 0     | Albirex Niigata |
| 26 de marzo | Niigata | Albirex Niigata | 1 – 0     | Kashima Antlers |
| 26 de marzo | Fukuoka | Avispa Fukuoka  | 3 – 3     | Kashiwa Reysol  |
| 5 de abril | Kashima | Kashima Antlers | 1 – 0     | Avispa Fukuoka  |
| 5 de abril | Niigata | Albirex Niigata | 2 – 0     | Kashiwa Reysol  |
| 19 de abril | Kashiwa | Kashiwa Reysol  | 3 – 2     | Albirex Niigata |
| 19 de abril | Fukuoka | Avispa Fukuoka  | 2 – 1     | Kashima Antlers |
| 24 de mayo | Kashima | Kashima Antlers | 1 – 0     | Kashiwa Reysol  |
| 24 de mayo | Niigata | Albirex Niigata | 1 – 2     | Avispa Fukuoka  |
| 18 de junio | Kashima | Kashima Antlers | 2 – 0     | Albirex Niigata |
| 18 de junio | Kashiwa | Kashiwa Reysol  | 0 – 1     | Avispa Fukuoka  |

### Grupo E
| Pos. | Equipo       | Pts. | PJ | G | E | P | GF | GC | Dif. | Clasificación     |     | GAM | TOK | KYO | CER |
| ---- | ------------ | ---- | -- | - | - | - | -- | -- | ---- | ----------------- | --- | --- | --- | --- | --- |
| 1    | Gamba Osaka  | 10   | 6  | 3 | 1 | 2 | 8  | 4  | +4   | Fase eliminatoria |     | —   | 3–0 | 0–1 | 1–1 |
| 2    | F. C. Tokio  | 10   | 6  | 3 | 1 | 2 | 9  | 5  | +4   | Fase eliminatoria |     | 1–0 | —   | 5–0 | 0–0 |
| 3    | Kyoto Sanga  | 9    | 6  | 3 | 0 | 3 | 9  | 11 | −2   |                   |     | 1–3 | 1–3 | —   | 4–0 |
| 4    | Cerezo Osaka | 5    | 6  | 1 | 2 | 3 | 2  | 8  | −6   |                   | 0–1 | 1–0 | 0–2 | —   |     |

 Fuente: JLeague.co
Notas:
1. 1 2  Puntos en partidos directos: Gamba Osaka 3, F. C. Tokio 3. Diferencia de goles en partidos directos: Gamba Osaka +2, F. C. Tokio –2.

| \| Fecha \| Ciudad \| Local \| Resultado \| Visitante \| \| ----------- \| ------- \| ------------ \| --------- \| ------------ \| \| 8 de marzo \| Kameoka \| Kyoto Sanga \| 1 – 3 \| Gamba Osaka \| \| 8 de marzo \| Osaka \| Cerezo Osaka \| 1 – 0 \| F. C. Tokio \| \| 26 de marzo \| Tokio \| F. C. Tokio \| 5 – 0 \| Kyoto Sanga \| \| 26 de marzo \| Suita \| Gamba Osaka \| 1 – 1 \| Cerezo Osaka \| \| 5 de abril \| Kameoka \| Kyoto Sanga \| 4 – 0 \| Cerezo Osaka \| \| 5 de abril \| Suita \| Gamba Osaka \| 3 – 0 \| F. C. Tokio \| \| 19 de abril \| Tokio \| F. C. Tokio \| 1 – 0 \| Gamba Osaka \| \| 19 de abril \| Osaka \| Cerezo Osaka \| 0 – 2 \| Kyoto Sanga \| \| 24 de mayo \| Tokio \| F. C. Tokio \| 0 – 0 \| Cerezo Osaka \| \| 24 de mayo \| Suita \| Gamba Osaka \| 0 – 1 \| Kyoto Sanga \| \| 18 de junio \| Kameoka \| Kyoto Sanga \| 1 – 3 \| F. C. Tokio \| \| 18 de junio \| Osaka \| Cerezo Osaka \| 0 – 1 \| Gamba Osaka \| |         |              |           |              |
| Fecha | Ciudad  | Local        | Resultado | Visitante    |
| 8 de marzo | Kameoka | Kyoto Sanga  | 1 – 3     | Gamba Osaka  |
| 8 de marzo | Osaka   | Cerezo Osaka | 1 – 0     | F. C. Tokio  |
| 26 de marzo | Tokio   | F. C. Tokio  | 5 – 0     | Kyoto Sanga  |
| 26 de marzo | Suita   | Gamba Osaka  | 1 – 1     | Cerezo Osaka |
| 5 de abril | Kameoka | Kyoto Sanga  | 4 – 0     | Cerezo Osaka |
| 5 de abril | Suita   | Gamba Osaka  | 3 – 0     | F. C. Tokio  |
| 19 de abril | Tokio   | F. C. Tokio  | 1 – 0     | Gamba Osaka  |
| 19 de abril | Osaka   | Cerezo Osaka | 0 – 2     | Kyoto Sanga  |
| 24 de mayo | Tokio   | F. C. Tokio  | 0 – 0     | Cerezo Osaka |
| 24 de mayo | Suita   | Gamba Osaka  | 0 – 1     | Kyoto Sanga  |
| 18 de junio | Kameoka | Kyoto Sanga  | 1 – 3     | F. C. Tokio  |
| 18 de junio | Osaka   | Cerezo Osaka | 0 – 1     | Gamba Osaka  |

### Mejores segundos
| Pos. | Grp. | Equipo              | Pts. | PJ | G | E | P | GF | GC | Dif. | Clasificación     |
| ---- | ---- | ------------------- | ---- | -- | - | - | - | -- | -- | ---- | ----------------- |
| 1    | E    | F. C. Tokio         | 10   | 6  | 3 | 1 | 2 | 9  | 5  | +4   | Fase eliminatoria |
| 2    | A    | Consadole Sapporo   | 10   | 6  | 3 | 1 | 2 | 13 | 10 | +3   | Fase eliminatoria |
| 3    | D    | Kashima Antlers     | 10   | 6  | 3 | 1 | 2 | 6  | 4  | +2   | Fase eliminatoria |
| 4    | C    | Sanfrecce Hiroshima | 9    | 6  | 3 | 0 | 3 | 12 | 7  | +5   |                   |
| 5    | B    | Shimizu S-Pulse     | 8    | 6  | 2 | 2 | 2 | 8  | 15 | −7   |                   |

 Fuente: JLeague.co
Criterios de clasificación: 1) Puntos; 2) Diferencia de gol; 3) Goles anotados; 4) Puntos disciplinarios; 5) Sorteo.

## Fase final

### Cuadro de desarrollo
|  | Cuartos de final           | Cuartos de final     | Cuartos de final     |   |                    | Semifinales        | Semifinales        | Semifinales        |  |                | Final          | Final          |  |
|  | 6 y 10 de septiembre       | 6 y 10 de septiembre | 6 y 10 de septiembre |   |                    | 11 y 15 de octubre | 11 y 15 de octubre | 11 y 15 de octubre |  |                | 4 de noviembre | 4 de noviembre |  |
|  |                            |                      |                      |   |                    |                    |                    |                    |  |                |                |                |  |
|  |                            |                      |                      |   |                    |                    |                    |                    |  |                |                |                |  |
|  | Kashima Antlers            | 1                    | 1                    |   |                    |                    |                    |                    |  |                |                |                |  |
|  | Kashima Antlers            | 1                    | 1                    |   |                    |                    |                    |                    |  |                |                |                |  |
|  | Nagoya Grampus (t. s.)     | 1                    | 2                    |   |                    |                    |                    |                    |  |                |                |                |  |
|  | Nagoya Grampus (t. s.)     | 1                    | 2                    |   | Nagoya Grampus     | 0                  | 0                  |                    |  |                |                |                |  |
|  |                            |                      |                      |   | Nagoya Grampus     | 0                  | 0                  |                    |  |                |                |                |  |
|  |                            |                      | Avispa Fukuoka       | 1 | 1                  |                    |                    |                    |  |                |                |                |  |
|  | Avispa Fukuoka             | 0                    | Avispa Fukuoka       | 1 | 1                  | 2                  |                    |                    |  |                |                |                |  |
|  | Avispa Fukuoka             | 0                    |                      |   |                    |                    |                    |                    |  |                |                |                |  |
|  | F. C. Tokio                | 1                    | 0                    |   |                    |                    |                    |                    |  |                |                |                |  |
|  | F. C. Tokio                | 1                    | 0                    |   |                    |                    |                    |                    |  | Avispa Fukuoka | 2              |                |  |
|  |                            |                      |                      |   |                    |                    |                    |                    |  | Avispa Fukuoka | 2              |                |  |
|  |                            |                      | Urawa Red Diamonds   | 1 |                    |                    |                    |                    |  |                |                |                |  |
|  | Urawa Red Diamonds         | 1                    | Urawa Red Diamonds   | 1 | 3                  |                    |                    |                    |  |                |                |                |  |
|  | Urawa Red Diamonds         | 1                    |                      |   |                    |                    |                    |                    |  |                |                |                |  |
|  | Gamba Osaka                | 0                    | 0                    |   |                    |                    |                    |                    |  |                |                |                |  |
|  | Gamba Osaka                | 0                    | 0                    |   | Urawa Red Diamonds | 0                  | 2                  |                    |  |                |                |                |  |
|  |                            |                      |                      |   | Urawa Red Diamonds | 0                  | 2                  |                    |  |                |                |                |  |
|  |                            |                      | Yokohama F. Marinos  | 1 | 0                  |                    |                    |                    |  |                |                |                |  |
|  | Yokohama F. Marinos        | 2                    | Yokohama F. Marinos  | 1 | 0                  | 3                  |                    |                    |  |                |                |                |  |
|  | Yokohama F. Marinos        | 2                    |                      |   |                    |                    |                    |                    |  |                |                |                |  |
|  | Hokkaido Consadole Sapporo | 3                    | 0                    |   |                    |                    |                    |                    |  |                |                |                |  |
|  | Hokkaido Consadole Sapporo | 3                    | 0                    |   |                    |                    |                    |                    |  |                |                |                |  |
|  |                            |                      |                      |   |                    |                    |                    |                    |  |                |                |                |  |

- En cuartos de final y semifinales, el equipo ubicado en la primera línea de cada llave fue el que ejerció la localía en el partido de vuelta.[4]
- Los horarios de los partidos corresponden al huso horario de Japón (UTC+09:00).

### Cuartos de final
| Ida; 6 de septiembre | Nagoya Grampus | 1 – 1   | Kashima Antlers | Estadio Toyota, Toyota                                   |                                                          |
| 19:33                | Kubo 90+4'     | Reporte | Matsumura 49'   | Asistencia: 8089 espectadores Árbitro(s): Yudai Yamamoto | Asistencia: 8089 espectadores Árbitro(s): Yudai Yamamoto |

| Vuelta; 10 de septiembre | Kashima Antlers | 1 – 2 (t. s.)(Global 2 – 3) | Nagoya Grampus                | Estadio de Kashima, Kashima                                  |                                                              |
| 18:00                    | Nakama 51'      | Reporte                     | - Nakashima 3' - Yoshida 119' | Asistencia: 14 310 espectadores Árbitro(s): Yūichi Nishimura | Asistencia: 14 310 espectadores Árbitro(s): Yūichi Nishimura |

| Ida; 6 de septiembre | F. C. Tokio  | 1 – 0   | Avispa Fukuoka | Estadio Ajinomoto, Chōfu                                 |                                                          |
| 19:03                | Adaílton 16' | Reporte |                | Asistencia: 5565 espectadores Árbitro(s): Hayato Shimizu | Asistencia: 5565 espectadores Árbitro(s): Hayato Shimizu |

| Vuelta; 10 de septiembre | Avispa Fukuoka              | 2 – 0 (Global 2 – 1) | F. C. Tokio | Estadio Best Denki, Fukuoka                              |                                                          |
| 19:00                    | - Yamagishi 38' - Oda 45+3' | Reporte              |             | Asistencia: 8659 espectadores Árbitro(s): Yudai Yamamoto | Asistencia: 8659 espectadores Árbitro(s): Yudai Yamamoto |

| Ida; 6 de septiembre | Gamba Osaka | 0 – 1   | Urawa Red Diamonds | Estadio Panasonic Suita, Suita                              |                                                             |
| 19:03                |             | Reporte | Schalk 46'         | Asistencia: 9363 espectadores Árbitro(s): Takafumi Mikuriya | Asistencia: 9363 espectadores Árbitro(s): Takafumi Mikuriya |

| Vuelta; 10 de septiembre | Urawa Red Diamonds             | 3 – 0 (Global 4 – 0) | Gamba Osaka | Estadio Saitama 2002, Saitama                                  |                                                                |
| 19:00                    | - Linssen 8', 63' - Schalk 86' | Reporte              |             | Asistencia: 21 467 espectadores Árbitro(s): Koichiro Fukushima | Asistencia: 21 467 espectadores Árbitro(s): Koichiro Fukushima |

| Ida; 6 de septiembre | Consadole Sapporo                   | 3 – 2   | Yokohama F. Marinos        | Domo de Sapporo, Sapporo                                |                                                         |
| 19:03                | - Okamura 27' - Ogashiwa 74', 90+5' | Reporte | - Uenaka 8' - Mizunuma 48' | Asistencia: 7566 espectadores Árbitro(s): Hajime Matsuo | Asistencia: 7566 espectadores Árbitro(s): Hajime Matsuo |

| Vuelta; 10 de septiembre | Yokohama F. Marinos                                   | 3 – 0 (Global 5 – 3) | Consadole Sapporo | Estadio Mitsuzawa, Yokohama                             |                                                         |
| 18:00                    | - Mizunuma 32' - Anderson Lopes 48' - Nam Tae-hee 50' | Reporte              |                   | Asistencia: 10 423 espectadores Árbitro(s): Jumpei Iida | Asistencia: 10 423 espectadores Árbitro(s): Jumpei Iida |

### Semifinales
| Ida; 11 de octubre | Avispa Fukuoka | 1 – 0   | Nagoya Grampus | Estadio Best Denki, Fukuoka                           |                                                       |
| 19:00              | Tsuruno 45+3'  | Reporte |                | Asistencia: 6980 espectadores Árbitro(s): Jumpei Iida | Asistencia: 6980 espectadores Árbitro(s): Jumpei Iida |

| Vuelta; 15 de octubre | Nagoya Grampus | 0 – 1 (Global 0 – 2) | Avispa Fukuoka | Estadio Toyota, Toyota                                      |                                                             |
| 15:00                 |                | Reporte              | Wellington 5'  | Asistencia: 24 876 espectadores Árbitro(s): Yoshiro Imamura | Asistencia: 24 876 espectadores Árbitro(s): Yoshiro Imamura |

| Ida; 11 de octubre | Yokohama F. Marinos | 1 – 0   | Urawa Red Diamonds | Estadio Nissan, Yokohama                                    |                                                             |
| 19:00              | Anderson Lopes 61'  | Reporte |                    | Asistencia: 13 337 espectadores Árbitro(s): Akihiko Ikeuchi | Asistencia: 13 337 espectadores Árbitro(s): Akihiko Ikeuchi |

| Vuelta; 15 de octubre | Urawa Red Diamonds              | 2 – 0 (Global 2 – 1) | Yokohama F. Marinos | Estadio Saitama 2002, Saitama                            |                                                          |
| 17:00                 | Scholz 63' (pen.), 90+1' (pen.) | Reporte              |                     | Asistencia: 29 504 espectadores Árbitro(s): Ryu Tanimoto | Asistencia: 29 504 espectadores Árbitro(s): Ryu Tanimoto |

### Final
| 4 de noviembre | Avispa Fukuoka        | 2 – 1   | Urawa Red Diamonds | Estadio Nacional, Tokio                                      |                                                              |
| 13:05          | - Mae 5' - Miya 45+4' | Reporte | Akimoto 67'        | Asistencia: 61 683 espectadores Árbitro(s): Futoshi Nakamura | Asistencia: 61 683 espectadores Árbitro(s): Futoshi Nakamura |

|                                    |
| Bandera de Japón                   |
| Campeón Avispa Fukuoka 1.er título |